# منتخب روسيا لكرة الصالات
منتخب روسيا الوطني لكرة قدم الصالات (بالروسية: Сборная России по мини-футболу)‏ هو ممثل روسيا الرسمي في المنافسات الدولية في كرة الصالات . تأسس في 1991.